# Maxillicosta reticulata
Maxillicosta reticulata är en fiskart som först beskrevs av De Buen, 1961.  Maxillicosta reticulata ingår i släktet Maxillicosta och familjen Neosebastidae. Inga underarter finns listade i Catalogue of Life.